# Jean-Pierre Couteron
Pour les articles homonymes, voir Couteron (homonymie).
Jean-Pierre Couteron (né en 1957) est un psychologue clinicien français spécialisé dans la question des addictions.
Il a été président de l'Association nationale des intervenants en toxicomanie et addictologie de 2006 à 2011 puis de la Fédération addiction de 2011 à 2018. Depuis 2023, il est président de l'association Oppelia.

## Biographie
Jean-Pierre Couteron est né à Castres en 1957. Il commence à travailler dans le champ de l'addictologie dans les années 1980 à Mantes-la-Jolie.
Il exerce son métier de psychologue clinicien depuis 2014 au sein d'un centre de soins, d’accompagnement et de prévention en addictologie (CSAPA), et d'une consultation jeunes consommateurs (CJC) du « Trait d'Union » de l’association Oppelia à Boulogne-Billancourt,.
Jean-Pierre Couteron a participé à la création des consultations jeunes consommateurs (CJC) qui accueillent des jeunes consommateurs et leurs proches sur toutes les questions d'addiction (alcool, tabac, substances illicites, jeux vidéos, etc.),.

### Engagement
Depuis les années 1990, Jean-Pierre Couteron milite pour des politiques de réduction des risques en matière de drogues, notamment en faveur de l'ouverture de salles de consommation à moindre risque.
Il se prononce pour que le cannabis soit légalisé « dans un système de régulation particulier ».
Il est élu président de l'Association nationale des intervenants en toxicomanie et addictologie (ANITEA) en 2006 puis, lorsque celle-ci fusionne avec la Fédération des acteurs de l’alcoologie et de l’addictologie en 2011 pour former la Fédération addiction, il est président de cette dernière jusqu'en 2018
En 2023, le conseil d'administration de l'association Oppelia élit Jean-Pierre Couteron en tant que nouveau président. Oppelia est une association membre de la Fédération addiction ayant pour objet d’apporter une aide aux enfants, adolescents et adultes, ainsi qu’à leur entourage, qui rencontrent des difficultés sur le plan social, médico-social ou sanitaire, liées notamment à l’usage de substances psychotropes ou engagés dans des conduites à risques. 

### Mandats
- Président de l'association Oppelia depuis 2023
- Président de l'association régionale Clémence Isaure
- Président de la Fédération addiction de 2011 à 2018
- Vice-Président de la Société Française de Santé Publique
- Membre du collège d'experts de l'ANJ
- Membre du Conseil National du Sida et des Hépatites virales chroniques

## Distinctions
En 2014, il reçoit le prix de la revue médicale Prescrire.